# George T. Pack
George T. Pack (14 de mayo de 1898 - 23 de enero de 1969) fue un cirujano estadounidense especializado en el tratamiento de pacientes con cáncer.

## Biografía
Pack nació en una granja de Antrim, Ohio. Cuando dio una conferencia como estudiante de posgrado en la Universidad Estatal de Ohio, el Dr. Winternitz de la Universidad de Yale le invitó a seguir dando conferencias en el Departamento de Patología de Yale sólo para enterarse después de su llegada de que ni siquiera era estudiante de medicina. Se matriculó en Yale y se licenció en Medicina en 1922. En 1925 fue nombrado profesor de Patología en la Facultad de Medicina de la Universidad de Alabama. En 1926 se trasladó a Nueva York para empezar como interno en el Memorial Cancer Center. Durante su formación complementaria pasó un tiempo en el Instituto del Radio de la Fundación Curie en París. De 1928 a 1931 fue Cirujano Residente en el Memorial Hospital. Posteriormente pasó a ser Jefe de los Servicios de Tumores Gástricos y Mixtos del Memorial Cancer Center, donde desarrolló un servicio oncológico que combinaba el uso de cirugía, radioterapia y quimioterapia adaptadas a las necesidades de cada paciente. Fundó el Pack Medical Group que en el momento de su muerte había tratado a unos 81.000 pacientes, la mayoría de ellos con cáncer.
En 1951 Juan Perón consultó a Pack sobre el cáncer de su esposa, Eva Perón. Pack viajó en secreto a Argentina para operarla; ella no se enteró de su presencia en la operación ni del diagnóstico y murió al año siguiente.
Pack, que creció en una granja, mantuvo toda su vida la afinidad por la agricultura. Como propietario de 20 granjas, colaboró en revistas veterinarias y crio ganado premiado.
Hacia el final de su vida, Pack padeció arteriosclerosis cerebral. Incapaz de operar debido a los derrames cerebrales, seguía asistiendo a las operaciones en calidad de asesor. Pack falleció en el Memorial Hospital de Nueva York el 23 de enero de 1969.
Pack fue ampliamente reconocido por sus logros en oncología y fue considerado uno de los mejores especialistas en cáncer de su época. Tenía títulos honoríficos y cátedras de 15 universidades, muchas publicaciones y acólitos, y formó parte del consejo editorial de siete revistas médicas. La Sociedad Estadounidense del Cáncer lo nombró Director Honorario Vitalicio y le otorgó el premio de Mención Especial en 1967.